# Tetraconodon
Il tetraconodonte (gen. Tetraconodon) è un mammifero artiodattilo estinto, appartenente ai suidi. Visse tra il Miocene medio e il Miocene superiore (circa 14 - 8 milioni di anni fa) e i suoi resti fossili sono stati ritrovati in Asia.

## Descrizione
Questo animale era simile a un odierno cinghiale, e la taglia era molto variabile a seconda delle specie: Tetraconodon malensis, ad esempio, era di taglia inferiore a quella degli attuali cinghiali verrucosi, mentre T. magnus poteva superare la taglia di un cinghiale europeo. La caratteristica principale di Tetraconodon era data dalla dentatura: nelle specie più derivate, i molari erano corti e larghi, preceduti da premolari enormi (il terzo e il quarto), a forma di cono e così sproporzionati che, se rinvenuti isolati, sarebbe difficile attribuirli allo stesso animale. Lo smalto dentario era pieghettato, eccezion fatta per la base della corona. I premolari anteriori erano piccoli, probabilmente caduchi. La sezione del canino inferiore era molti simile a quella del cinghiale europeo. 

## Classificazione
Il genere Tetraconodon venne descritto per la prima volta da Falconer nel 1868, sulla base di resti fossili ritrovati in Pakistan e in India in terreni della fine del Miocene. La specie tipo è Tetraconodon magnus, di grosse dimensioni, nota per vari resti ritrovati nella zona dei Sivaliks; nella stessa zona è stata rinvenuta la specie T. intermedius, leggermente più piccola, e anche T. minor, di dimensioni ancora minori, mentre in Myanmar sono state rinvenute numerose specie (T. malensis, T. irramagnus, T. irramedius) che sembrerebbero indicare uno sviluppo di questo genere da forme piccole e dotate di premolari di dimensioni normali verso forme grandi dai premolari più massicci. La tendenza evolutiva culminò poi nelle forme del subcontinente indiano, dai premolari giganteschi.
Tetraconodon è il genere eponimo dei Tetraconodontinae, un gruppo di suidi diffusi soprattutto in Asia, che svilupparono una dentatura specializzata nei premolari. Sembra che Tetraconodon possa essere derivato da Conohyus, o da forme a esso simili.

## Paleobiologia
Non è chiaro a cosa possano essere serviti gli enormi molari delle specie tarde di Tetraconodon; di sicuro questi animali avevano una dieta specializzata, ma non è dato di sapere quale fosse. 